# Karata
Karata és un poble o ètnia del Daguestan i el nom de la llengua que parlen, també kirtle (plural kirtlei, rus karatai o karatin o katratsi o kirdli, àvar kalalal, i en altres llengües kirdi-kalal).
La llengua junt a l'andi, l'akhvakh. el bagulal, el botlikh, el čamalal, el godoberi i el tindi forma una de les llengües del grup àvar-andi-dido dins la divisió andi de llengües iberocaucàsiques. Està dividida en tres dialectes.
El seu nombre estimat és:
- 1886: 7.217
- 1926: 5.305
- 1933: 7.000 estimats
- 2000: 15.000 estimats

Viuen al districts d'Akhvakh a la vall de l'Andi Koisu en set auls: Karata, Arčo, Ančikh, Tokita, Mashtada, Račabalda i Čabakoro.
El seu territori pertanyia el 1485 al nutsal (sobirà) de l'Avaristan, però era semiindependent, però després fou annexionat i va restar en mans de l'Avaristan fins a l'extinció del kanat però conservant la seva organització i estructura social basada en la família (tukhum). Al segle xviii i XIX van enfrontar-se als àvars i akhvakh per les terres de pastura.